# La Guerche-sur-l'Aubois
Pour les articles homonymes, voir La Guerche (homonymie) et Aubois (homonymie).
La Guerche-sur-l'Aubois est une commune française située dans le département du Cher, en région Centre-Val de Loire. Elle est labellisée « Station verte ».

## Géographie
La commune est chef-lieu du canton même après 2015.

### Localisation
Les communes limitrophes sont Apremont-sur-Allier, La Chapelle-Hugon, Le Chautay, Cuffy, Germigny-l'Exempt, Ignol, Nérondes et Saint-Hilaire-de-Gondilly.

### Climat
Pour des articles plus généraux, voir Climat du Centre-Val de Loire et Climat du Cher.
En 2010, le climat de la commune est de type climat océanique dégradé des plaines du Centre et du Nord, selon une étude du CNRS s'appuyant sur une série de données couvrant la période 1971-2000. En 2020, Météo-France publie une typologie des climats de la France métropolitaine dans laquelle la commune est exposée à un climat océanique altéré et est dans la région climatique  Centre et contreforts nord du Massif Central, caractérisée par un air sec en été et un bon ensoleillement. 
Pour la période 1971-2000, la température annuelle moyenne est de 11 °C, avec une amplitude thermique annuelle de 15,9 °C. Le cumul annuel moyen de précipitations est de 769 mm, avec 11,7 jours de précipitations en janvier et 7,5 jours en juillet. Pour la période 1991-2020, la température moyenne annuelle observée sur la station météorologique la plus proche, située sur la commune de Marzy à 12 km à vol d'oiseau, est de 11,4 °C et le cumul annuel moyen de précipitations est de 783,5 mm,. Pour l'avenir, les paramètres climatiques de la commune estimés pour 2050 selon différents scénarios d'émission de gaz à effet de serre sont consultables sur un site dédié publié par Météo-France en novembre 2022.

## Urbanisme

### Typologie
Au 1er janvier 2024, La Guerche-sur-l'Aubois est catégorisée bourg rural, selon la nouvelle grille communale de densité à 7 niveaux définie par l'Insee en 2022.
Elle appartient à l'unité urbaine de La Guerche-sur-l'Aubois, une unité urbaine monocommunale constituant une ville isolée,. Par ailleurs la commune fait partie de l'aire d'attraction de Nevers, dont elle est une commune de la couronne,. Cette aire, qui regroupe 93 communes, est catégorisée dans les aires de 50 000 à moins de 200 000 habitants,.

### Occupation des sols
L'occupation des sols de la commune, telle qu'elle ressort de la base de données européenne d’occupation biophysique des sols Corine Land Cover (CLC), est marquée par l'importance des territoires agricoles (73,8 % en 2018), une proportion sensiblement équivalente à celle de 1990 (74,5 %). La répartition détaillée en 2018 est la suivante : 
prairies (38,2 %), terres arables (27,4 %), forêts (18,6 %), zones agricoles hétérogènes (8,2 %), zones urbanisées (5,9 %), espaces verts artificialisés, non agricoles (0,7 %), zones industrielles ou commerciales et réseaux de communication (0,5 %), eaux continentales (0,5 %).
L'évolution de l’occupation des sols de la commune et de ses infrastructures peut être observée sur les différentes représentations cartographiques du territoire : la carte de Cassini (XVIIIe siècle), la carte d'état-major (1820-1866) et les cartes ou photos aériennes de l'IGN pour la période actuelle (1950 à aujourd'hui).

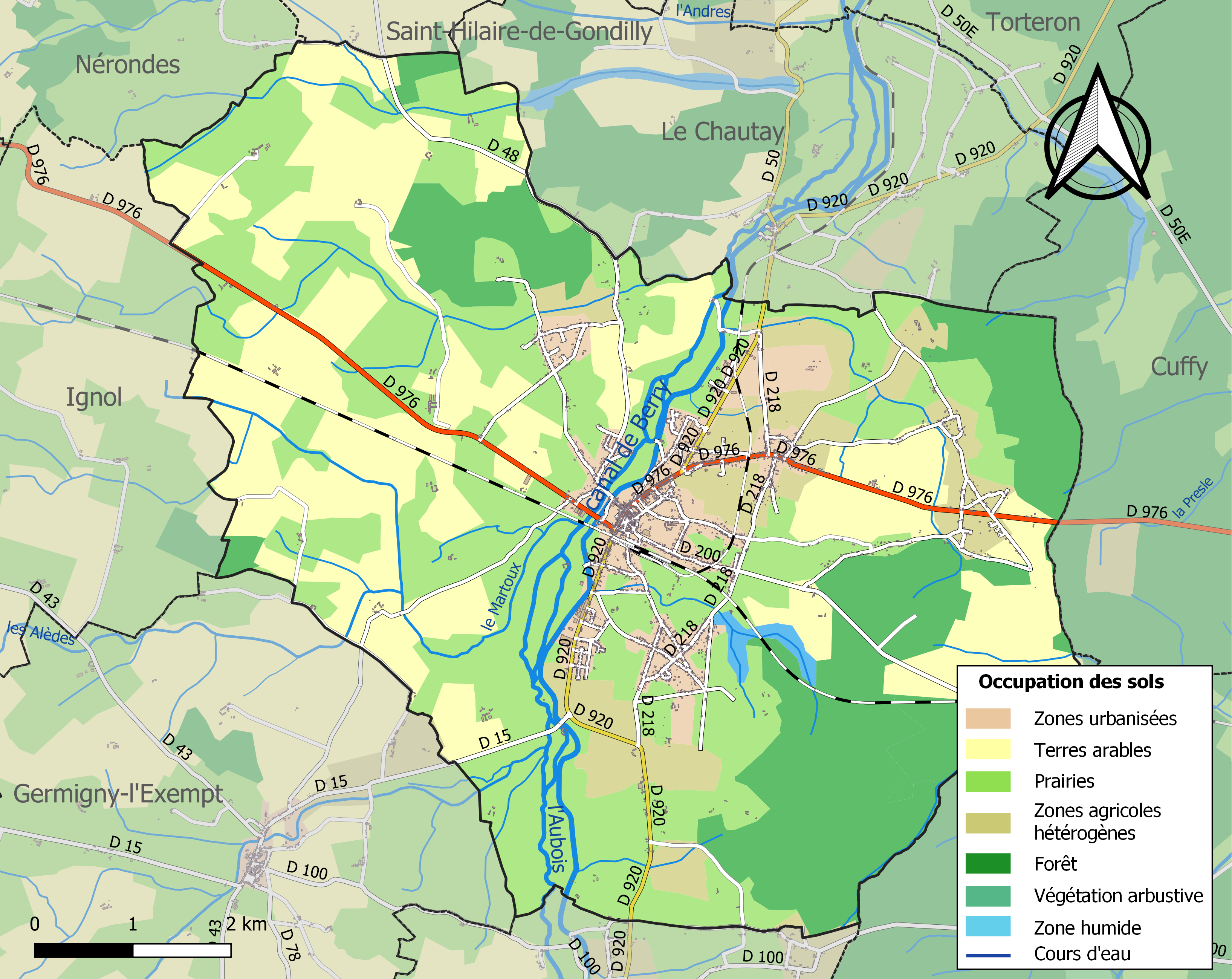
Carte des infrastructures et de l'occupation des sols de la commune en 2018 (CLC).

### Risques majeurs
Le territoire de la commune de La Guerche-sur-l'Aubois est vulnérable à différents aléas naturels : météorologiques (tempête, orage, neige, grand froid, canicule ou sécheresse), mouvements de terrains et séisme (sismicité faible). Il est également exposé à un risque technologique, le transport de matières dangereuses. Un site publié par le BRGM permet d'évaluer simplement et rapidement les risques d'un bien localisé soit par son adresse soit par le numéro de sa parcelle.

#### Risques naturels

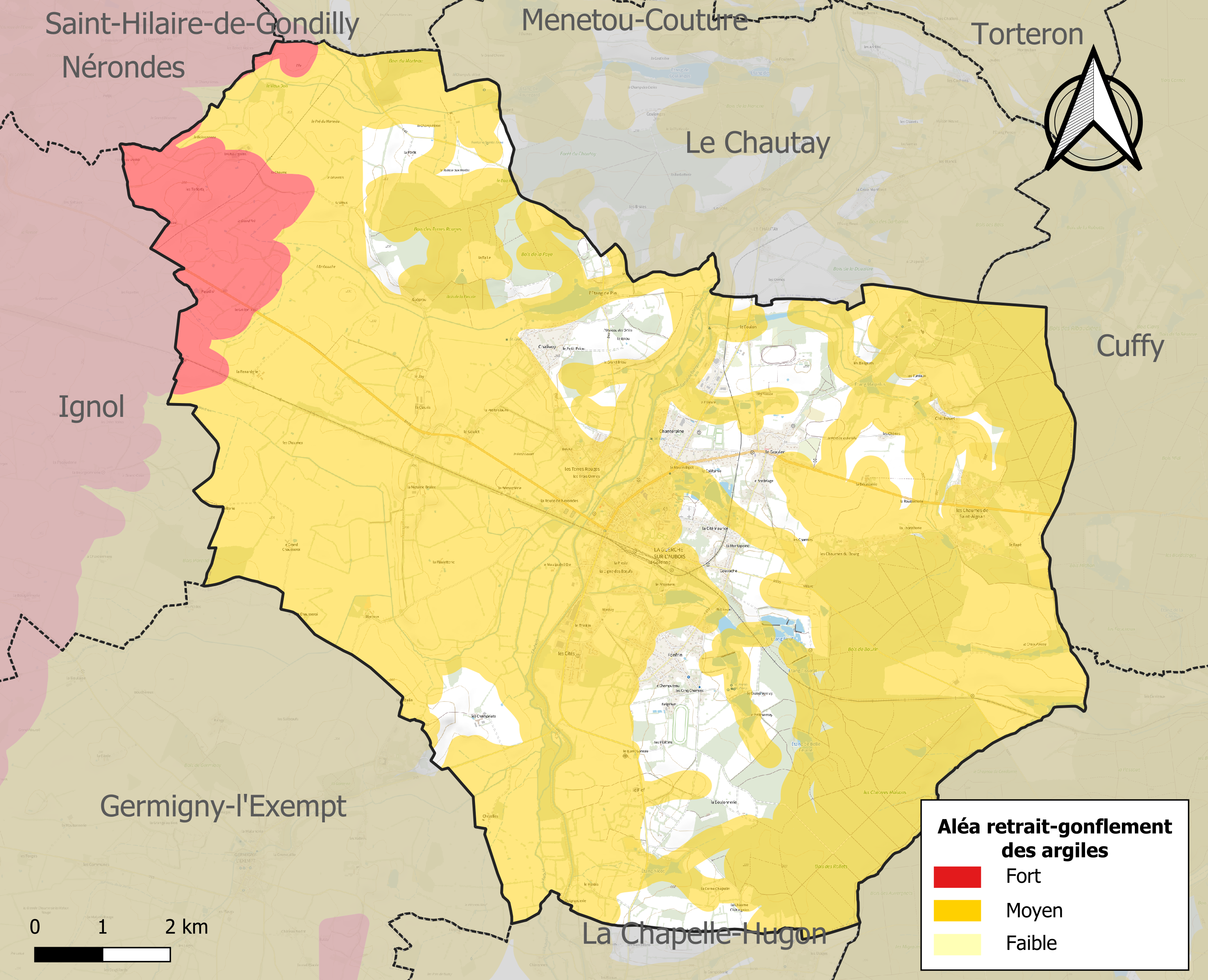
Carte des zones d'aléa retrait-gonflement des sols argileux de La Guerche-sur-l'Aubois.

La commune est vulnérable au risque de mouvements de terrains constitué principalement du retrait-gonflement des sols argileux. Cet aléa est susceptible d'engendrer des dommages importants aux bâtiments en cas d’alternance de périodes de sécheresse et de pluie. 83,9 % de la superficie communale est en aléa moyen ou fort (90 % au niveau départemental et 48,5 % au niveau national). Sur les 1 779 bâtiments dénombrés sur la commune en 2019, 1153 sont en aléa moyen ou fort, soit 65 %, à comparer aux 83 % au niveau départemental et 54 % au niveau national. Une cartographie de l'exposition du territoire national au retrait gonflement des sols argileux est disponible sur le site du BRGM,.
Concernant les mouvements de terrains, la commune a été reconnue en état de catastrophe naturelle au titre des dommages causés par la sécheresse en 1989, 1992, 1994, 2018, 2019 et 2020 et par des mouvements de terrain en 1999.

#### Risques technologiques
Le risque de transport de matières dangereuses sur la commune est lié à sa traversée par des infrastructures routières ou ferroviaires importantes ou la présence d'une canalisation de transport d'hydrocarbures. Un accident se produisant sur de telles infrastructures est en effet susceptible d’avoir des effets graves au bâti ou aux personnes jusqu’à 350 m, selon la nature du matériau transporté. Des dispositions d’urbanisme peuvent être préconisées en conséquence.

## Histoire

### Moyen Âge
La Guerche (on trouve souvent La Guierche) relevait initialement — comme Germigny — du Nivernais, plus particulièrement des vicomtes de Nevers de la famille de Champallement. Puis elle passa aux maisons des Barres et de St-Vérain (sous toute réserve, la généalogie des Barres étant confuse) :
- Agnès de Champallement et de La Guerche († 1235), épouse vers 1194/1202 Pierre Ier des Barres († vers 1226 ; fils de Guillaume Ier  et d'Hélissende de Chaumont) : Parents de Pierre II des Barres († vers 1233 ; sire du Bois-Rozerain à La Guerche, et de Chitry ; époux vers 1210/1220 d'Isabelle de Champlitte), et de Guillaume II des Barres († vers 1244), 
  - ce dernier étant père de Pierre III des Barres († ap. 1268 ; sire de La Guerche, de Champallement et d'Aspremont ; x Marguerite de La Gruerie d'Igornay), lui-même père : 
    - de Guillaume III ou V (fl. dans le 1er tiers du XIVe siècle), père d'Isabeau des Barres de La Guerche († 1391), aussi dame d'Aspremont et d'Osmery, qui marie vers 1354 Gibaud III de St-Vérain-La Celle († 1383),
    - et probablement d'Hélissent des Barres († ap. 1334), qui transmet Champallement et Igornay à son époux Guillaume III de Thianges de Marolles († vers 1325/1328)[20],[21].

### Époque moderne
À la mi-XVe siècle, La Guerche est aux mains de Jean IV de Bar, sire de Baugy et d'Etréchy, bailli de Touraine ; ses descendants la garderont jusqu'à la fin du XVIe siècle, avec François II de Bar de Baugy († sans postérité), et sa sœur Jeanne-Françoise, femme de Jean de Jaucourt de Villarnoult. 
Aux alentours de 1600, Baugy et Etréchy sont alors vendus à Sully ; et La Guerche à François III de Montholon d'Aubervilliers, fils du Garde des sceaux François II (cf. ce terrier de La Guerche, en ligne sur FranceArchives, 1598-1608).
Le 24 décembre 1751, Claude Louis François de Régnier de Guerchy, marquis de Nangis, lieutenant général des armées du Roi, vend la baronnie de La Guerche à François de Fougières, marquis de Fougières, seigneur du Creux, lieutenant-général des armées du Roi. François de Fougières meurt en 1768, laissant pour unique héritier son fils, François-Marie de Fougières, aussi seigneur du Creux, maréchal de camp, 1er maître d'hôtel du comte d'Artois, ancien sous-gouverneur des Enfants de France, lieutenant-général en Bourbonnais, mort en 1787 .  François Marie de Fougières est le père de Louis-Joseph de Fougières .

### Époque contemporaine
- Au moment de l'effondrement de la République espagnole, qui provoque la Retirada, d’importantes arrivées de réfugiés espagnols ont lieu. Entre le 30 janvier et le 9 février 1939, 3 002 réfugiés espagnols fuyant devant les troupes de Franco, arrivent dans le Cher[24],[25]. Ils sont acheminés en quatre convois à la gare de Bourges[26]. Une tuilerie désaffectée de La Guerche-sur-l’Aubois fait partie des lieux choisis pour les héberger[24],[25]. Les réfugiés sont essentiellement des femmes et des enfants, sont soumis à une quarantaine stricte, du fait des risques d’épidémie[27]. Le courrier est limité, le ravitaillement, s'il est peu varié et cuisiné à la française, est cependant assuré[28]. Au printemps et à l'été, les réfugiés sont regroupés au camp de Châteaufer (commune de Bruère-Allichamps)[29].
- La Guerche sur l'Aubois apporte son aide à Bures-sur-Dives. Bures-sur-Dives est un village qui se situe en Normandie, dans le Calvados, qui a été ravagé par les bombardements en juin 1944. En 1946, le maire de Bures-sur-Dives envoie un message à la France pour aider à la reconstruction. La commune de la Guerche-sur-l’Aubois va répondre positivement à cette demande et apporter son aide à la commune de Bures-sur-Dives. Un square a été construit à la Guerche-sur-l’Aubois, quai de Bures-sur-Dives, pour rappeler cette entraide.

## Politique et administration

### Tendances politiques et résultats
| Scrutin             | Scrutin             | 1er tour | 1er tour | 1er tour | 1er tour | 1er tour | 1er tour | 1er tour | 1er tour  | 1er tour | 1er tour | 1er tour | 1er tour | 2d tour | 2d tour | 2d tour | 2d tour | 2d tour | 2d tour |
| Scrutin             | Scrutin             | 1er      | 1er      | %        | 2e       | 2e       | %        | 3e       | 3e        | %        | 4e       | 4e       | %        | 1er     | 1er     | %       | 2e      | 2e      | %       |
| ------------------- | ------------------- | -------- | -------- | -------- | -------- | -------- | -------- | -------- | --------- | -------- | -------- | -------- | -------- | ------- | ------- | ------- | ------- | ------- | ------- |
| Présidentielle 2017 | Présidentielle 2017 |          | FN       | 29,23    |          | LFI      | 19,91    |          | EM        | 18,74    |          | LR       | 16,19    |         | EM      | 52,82   |         | FN      | 47,18   |
| Présidentielle 2022 | Présidentielle 2022 |          | RN       | 36,74    |          | LREM     | 21,44    |          | LFI       | 16,42    |          | REC      | 5,79     |         | RN      | 58,61   |         | LREM    | 41,39   |
| Législatives 2022   | 3e                  |          | RN       | 33,96    |          | HOR-Ens  | 26,34    |          | LFI-Nupes | 22,86    |          | LR       | 6,21     |         | RN      | 56,88   |         | HOR     | 43,12   |
| Législatives 2024   | 3e                  |          | RN       | 52,59    |          | HOR-Ens  | 24,76    |          | LFI-NFP   | 15,55    |          | LR       | 4,64     |         | RN      | 57,41   |         | HOR     | 42,59   |

### Liste des maires
| Période                                  | Période         | Identité             | Étiquette | Qualité                                                             |
| ---------------------------------------- | --------------- | -------------------- | --------- | ------------------------------------------------------------------- |
| Les données manquantes sont à compléter. |                 |                      |           |                                                                     |
| 1931                                     | 1940            | Maurice Fuselier     |           |                                                                     |
| 1940                                     | 1944            | Georges Soulat       |           | bourgmestre                                                         |
| 1945                                     | 1947            | François Lardot      |           |                                                                     |
| 1947                                     | 1950            | Frédéric Chauveau    | PCF       | conseiller général du canton de La Guerche-sur-l'Aubois (1945-1951) |
| 1950                                     | 1959            | Gustave Sautereau    |           |                                                                     |
| 1959                                     | 1965            | Albin Lassous        |           |                                                                     |
| mars 1965                                | mars 1977       | Gaston Portugale     | Rad.      | conseiller général du canton de La Guerche-sur-l'Aubois (1951-1976) |
| mars 1977                                | mars 1983       | Christian Gigot      | PCF       | conseiller général du canton de La Guerche-sur-l'Aubois (1976-1994) |
| 1983                                     | 1994            | Jean-Louis Gignoux   |           |                                                                     |
| 27 juillet 1994                          | 18 juin 1995    | Daniel Vagnat        | SE        |                                                                     |
| 18 juin 1995                             | 30 octobre 1998 | Jean-Paul Roussillot |           |                                                                     |
| 1998                                     | mars 2001       | Jacques Chavy        |           |                                                                     |
| mars 2001                                | mars 2008       | Daniel Devoize       | PCF       | conseiller général du canton de La Guerche-sur-l'Aubois (1994-2008) |
| mars 2008                                | En cours        | Pierre Ducastel,     |           | Ancien cadre                                                        |

### Politique environnementale
Dans son palmarès 2016, le Conseil National des Villes et Villages Fleuris de France a attribué une fleur à la commune au Concours des villes et villages fleuris.

## Démographie
L'évolution du nombre d'habitants est connue à travers les recensements de la population effectués dans la commune depuis 1793. Pour les communes de moins de 10 000 habitants, une enquête de recensement portant sur toute la population est réalisée tous les cinq ans, les populations de référence des années intermédiaires étant quant à elles estimées par interpolation ou extrapolation. Pour la commune, le premier recensement exhaustif entrant dans le cadre du nouveau dispositif a été réalisé en 2004.

En 2022, la commune comptait 3 187 habitants, en évolution de −4,06 % par rapport à 2016 (Cher : −2,48 %, France hors Mayotte : +2,11 %).
| 1793  | 1800  | 1806  | 1821  | 1831  | 1836  | 1841  | 1846  | 1851  |
| ----- | ----- | ----- | ----- | ----- | ----- | ----- | ----- | ----- |
| 1 176 | 1 291 | 1 341 | 1 400 | 1 754 | 1 935 | 2 090 | 2 567 | 3 066 |

| 1856  | 1861  | 1866  | 1872  | 1876  | 1881  | 1886  | 1891  | 1896  |
| ----- | ----- | ----- | ----- | ----- | ----- | ----- | ----- | ----- |
| 3 664 | 3 886 | 3 505 | 3 474 | 3 517 | 3 450 | 3 480 | 3 515 | 3 452 |

| 1901  | 1906  | 1911  | 1921  | 1926  | 1931  | 1936  | 1946  | 1954  |
| ----- | ----- | ----- | ----- | ----- | ----- | ----- | ----- | ----- |
| 3 254 | 3 254 | 3 469 | 3 456 | 3 221 | 3 239 | 3 003 | 3 412 | 3 329 |

| 1962  | 1968  | 1975  | 1982  | 1990  | 1999  | 2004  | 2006  | 2009  |
| ----- | ----- | ----- | ----- | ----- | ----- | ----- | ----- | ----- |
| 3 453 | 3 717 | 3 682 | 3 326 | 3 219 | 3 397 | 3 457 | 3 415 | 3 395 |

| 2014  | 2019  | 2022  | - | - | - | - | - | - |
| ----- | ----- | ----- | - | - | - | - | - | - |
| 3 319 | 3 177 | 3 187 | - | - | - | - | - | - |

## Culture locale et patrimoine

### Lieux et monuments
- L'église Saint-Étienne (XIIe siècle). Cet édifice a été classé au titre des monuments historiques en 1962.
- Le manoir de Chézelles (XVe siècle-XVIe siècle). Cette ancienne maison forte bâtie sur les fondations d'une villa gallo-romaine possède un impressionnant donjon du XVe siècle. L'édifice a été classé au titre des monuments historiques en 1994.
- Le château de l'Hôtel de Ville (XIe siècle-XVe siècle-XIXe siècle). Ce château, de style néo-gothique, est construit au XIXe siècle par un maître de forges sur le mur des fortifications du XIe siècle avec les pierres décoratives de l'ancien château (XVe siècle). Il est racheté en 1936 par la municipalité qui y installe la mairie de La Guerche[42],[43].
- La maison de Louis Roubet (également "Château Sauterau", du nom du grossiste en vins qui l'habita au début du XXe siècle). Cette demeure, dont la partie centrale date de 1750, a été agrandie en employant des pièces gallo-romaines et de la Renaissance découvertes par Louis Roubet, juge de paix de La Guerche et archéologue local, sur le chantier ouvert par lui à Chézelles.
- Le Haut Fourneau (1780), construit par le marquis Morgié de Fougières, seigneur de La Guerche, afin de transformer en fonte le minerai de fer local.
- La maison du Régisseur (1780), dépendant du haut fourneau.
- La minoterie de Faguin (1852).
- La tuilerie Sauvard (1852, 1890 et 1910), actuellement le siège d'un "Centre d'interprétation de l'architecture et du patrimoine".
- L'église Notre-Dame. Elle a été construite au XIXe siècle : la première pierre a été posée en 1857 devant le champ de foire, actuellement place Auguste-Fournier. Elle a été construite à cette époque car le bourg s’était agrandi et une deuxième église s’avérait nécessaire. Louis Roubet, archéologue et sculpteur, a participé à la décoration de l’église Notre-Dame. Il a exécuté les fonts baptismaux et les troncs de l’église. Notre-Dame est également connue pour son clocher qui a été heurté par un pilote américain le 15 septembre 1918.
- L'ancien Hospice (1869).
- L'Hippodrome (1878).
- La Villa Jehanne (1905).
- L'écluse de l'Oie (1936)
- La "Motte féodale" (vers 1900-1949). Ce promontoire boisé pittoresque que Marthe Passot-Gauthier avait tenu à faire passer pour l'ancienne motte féodale[44] est en réalité extrêmement récent, comme l'universitaire Emmanuel Legeard l'a montré : il s'agit en fait du terril créé par l'amoncellement de la  couche superficielle de terre dégagée du sommet de la carrière Daumy-Boucheron vers 1900. En 1946, toujours d'après le même auteur, la Société Normande des Bois Tranchés (SNBT) prend la place de l'usine de chaux et de ciments et le nouveau propriétaire, Igor Siskind, qui y fait construire sa maison, plante dès 1949 des essences rares de conifères sur la butte, dont plusieurs sont en « danger critique d’extinction », comme le Cupressus stephensonii[45].

### Personnalités liées à la commune
- Claude Pajot : il est né à la Guerche sur l’Aubois en 1766 dans une famille modeste. Il était destiné au même métier que son père, tailleur d’habits. Comme il était intelligent, le prêtre de l’église Saint-Étienne de la Guerche sur l’Aubois lui apprit à lire et à écrire et en fit son clerc. Il fut écouté et admiré par ses concitoyens qui l’élurent conseiller municipal, puis commissaire du canton et député en 1792[réf. nécessaire]. Surnommé « le roi de la Guerche » par son ascension sociale, il montra un zèle révolutionnaire en incitant au pillage des églises et des châteaux. Accusé d’escroquerie, il fut emprisonné à la Conciergerie à Paris. La mort de Robespierre lui permit d’échapper de justesse à l’échafaud.
- Louis Joseph de Fougières (1773-1841), militaire et député du Cher.
- Venceslas Gasztowtt (1844-1920), traducteur né dans la commune.
- François Descamps (1875-1934), manageur du boxeur Georges Carpentier, s'installe à la Guerche, y achète une usine de boîtes de camembert et y décède.
- Louis Roubet : historien, président de la société nivernaise des lettres, sciences et arts (1880-1886) ; a effectué de nombreuses recherches sur l'histoire de la commune. Une rue de La Guerche porte son nom.
- George Soulat (1881-1965), inventeur entrepreneur industriel, pionnier de l'électromécanique, directeur de l'usine Soulat Frères. conseiller municipal en juin 1940, il est délégué pour remplacer le maire de La Guerche-sur-l'Aubois jusqu'en 1944.
- Yves Aupetitallot (1955), directeur de musées né dans la commune.
- Martine Leguille-Balloy (1957), députée de Vendée, y est née.

### Héraldique
|  | Les armoiries de La Guerche-sur-l'Aubois se blasonnent ainsi : D’or à la croix ancrée de sinople. |

### Culture
- Cinémobile
- Bibliothèque municipale J.-P.-Roussillot[46].